# Ceuthospora
Ceuthospora is een geslacht van schimmels behorend tot de familie Phacidiaceae. De typesoort is Ceuthospora lauri.

## Soorten
Volgens Index Fungorum telt het geslacht 91 soorten (peildatum februari 2022):
| Soortnaam                  | Auteur(s)                                  | Publicatiejaar |
| -------------------------- | ------------------------------------------ | -------------- |
| Ceuthospora abietina       | Delacr.                                    | 1890           |
| Ceuthospora acantholimonis | (Henn.) Höhn.                              | 1915           |
| Ceuthospora acerina        | (Aderh.) Höhn.                             | 1925           |
| Ceuthospora aenea          | (Wallr.) Rabenh.                           | 1844           |
| Ceuthospora alaterni       | Thüm.                                      | 1880           |
| Ceuthospora asparagi       | Lasch                                      | 1846           |
| Ceuthospora atra           | Lind                                       | 1907           |
| Ceuthospora australis      | Sacc.                                      | 1890           |
| Ceuthospora bivonae        | (Fuckel) Höhn.                             | 1925           |
| Ceuthospora brachypodii    | Gonz. Frag. & Sardiña                      | 1926           |
| Ceuthospora brevispora     | Cooke & Harkn.                             | 1881           |
| Ceuthospora buxi           | (Fr.) Petr.                                | 1929           |
| Ceuthospora caballeroi     | Alcalde                                    | 1945           |
| Ceuthospora calathiformis  | Fuckel                                     | 1870           |
| Ceuthospora caryae         | Bubák & Dearn.                             | 1916           |
| Ceuthospora castanea       | (Wallr.) Rabenh.                           | 1844           |
| Ceuthospora castillae      | Gonz. Frag. & Cif.                         | 1926           |
| Ceuthospora castillae      | Gonz. Frag. & Cif.                         | 1927           |
| Ceuthospora cattleyae      | Sacc. & P. Syd.                            | 1899           |
| Ceuthospora chamaebuxi     | Petr.                                      | 1955           |
| Ceuthospora chilensis      | Speg. ex Petr. & Syd.                      | 1925           |
| Ceuthospora cicatricola    | Höhn.                                      | 1925           |
| Ceuthospora cocculi        | Speg.                                      | 1910           |
| Ceuthospora coffeicola     | Delacr.                                    | 1897           |
| Ceuthospora cookei         | Thüm.                                      | 1878           |
| Ceuthospora corni          | Höhn.                                      | 1924           |
| Ceuthospora coronata       | (P. Karst.) Höhn.                          | 1925           |
| Ceuthospora cytisi         | Höhn.                                      | 1925           |
| Ceuthospora daviesiae      | Petr.                                      | 1954           |
| Ceuthospora diospyri       | G. Winter                                  | 1881           |
| Ceuthospora ellisii        | Sacc. & Trotter                            | 1913           |
| Ceuthospora epixyla        | (Wallr.) Rabenh.                           | 1844           |
| Ceuthospora euonymi        | Grove                                      | 1916           |
| Ceuthospora eximia         | Höhn.                                      | 1903           |
| Ceuthospora ferulina       | Petr.                                      | 1943           |
| Ceuthospora feurichii      | Bubák                                      | 1906           |
| Ceuthospora foliicola      | Krieg.                                     | 1905           |
| Ceuthospora fraxini        | Tognini                                    | 1895           |
| Ceuthospora fraxinicola    | Oudem.                                     | 1901           |
| Ceuthospora fuegiana       | Speg.                                      | 1887           |
| Ceuthospora fusarioides    | (Corda) Nag Raj                            | 1984           |
| Ceuthospora gaeumannii     | Nag Raj                                    | 1993           |
| Ceuthospora galactis       | (Henn.) Died.                              | 1915           |
| Ceuthospora garciniae      | Syd. & P. Syd.                             | 1914           |
| Ceuthospora glandicola     | Sacc., E. Bommer & M. Rousseau             | 1884           |
| Ceuthospora gloriosa       | Malan                                      | 1947           |
| Ceuthospora haynaldiana    | (Sacc. & Roum.) Arx                        | 1957           |
| Ceuthospora heteromelicola | Nag Raj                                    | 1993           |
| Ceuthospora jaczewskii     | Negru & Diţu                               | 1963           |
| Ceuthospora jasminacea     | Moesz                                      | 1926           |
| Ceuthospora juglandicola   | Frolov                                     | 1968           |
| Ceuthospora leguminum      | Syd.                                       | 1923           |
| Ceuthospora lepidii        | Verpl. & R. Broecke                        | 1936           |
| Ceuthospora liriodendri    | Westend.                                   | 1857           |
| Ceuthospora litchii        | Chona & Munjal                             | 1956           |
| Ceuthospora lycopodii      | Lind                                       | 1905           |
| Ceuthospora madeirensis    | Nag Raj                                    | 1993           |
| Ceuthospora magellanica    | Speg.                                      | 1887           |
| Ceuthospora mahoniae       | Grove                                      | 1918           |
| Ceuthospora melaleuca      | Ferd. & Winge                              | 1907           |
| Ceuthospora minima         | Cooke & Harkn.                             | 1884           |
| Ceuthospora monocarpa      | Mont.                                      | 1850           |
| Ceuthospora moravica       | Petr.                                      | 1924           |
| Ceuthospora oleae          | Kalchbr. & Cooke                           | 1880           |
| Ceuthospora olivacea       | Corda                                      | 1837           |
| Ceuthospora palmicola      | Joanne E. Taylor, K.D. Hyde & E.B.G. Jones | 2003           |
| Ceuthospora pandani        | Verona                                     | 1932           |
| Ceuthospora perseae        | Petr. & Syd.                               | 1934           |
| Ceuthospora phlomidis      | Bubák                                      | 1906           |
| Ceuthospora photiniae      | Bubák                                      | 1916           |
| Ceuthospora phyllosticta   | C. Massal.                                 | 1889           |
| Ceuthospora pistaciae      | (Jaap) Petr.                               | 1925           |
| Ceuthospora pithyophila    | (Sacc. & Penz.) Höhn.                      | 1925           |
| Ceuthospora platani        | Bubák                                      | 1914           |
| Ceuthospora pollaccii      | Mutto                                      | 1914           |
| Ceuthospora populi         | Dearn. & Overh.                            | 1926           |
| Ceuthospora pulvinata      | (Petr.) Petr.                              | 1929           |
| Ceuthospora punicae        | Bubák                                      | 1906           |
| Ceuthospora pyrina         | Höhn.                                      | 1924           |
| Ceuthospora pyrolae        | (P. Karst.) Höhn.                          | 1925           |
| Ceuthospora quisqualidis   | Shreem.                                    | 1970           |
| Ceuthospora rhododendri    | Grove                                      | 1935           |
| Ceuthospora rhois          | (Wallr.) Rabenh.                           | 1844           |
| Ceuthospora robiniae       | Pollacci                                   | 1896           |
| Ceuthospora rosae          | Died.                                      | 1912           |
| Ceuthospora rubi           | Bubák ex Petr.                             | 1913           |
| Ceuthospora saccardoana    | (Roum. & Therry) Georgescu & Tutunaru      | 1958           |
| Ceuthospora salicina       | Höhn.                                      | 1925           |
| Ceuthospora serratulae     | Rabenh.                                    | 1844           |
| Ceuthospora umbonata       | Wallr.                                     | 1833           |